# Torre (Tessino)
Torre foi uma comuna da Suíça, no Cantão Tessino, com cerca de 290 habitantes. Estendia-se por uma área de 10,72 km², de densidade populacional de 27 hab/km². Confinava com as seguintes comunas: Acquarossa, Aquila, Malvaglia.
A língua oficial nesta comuna era o italiano.

## História
Em 22 de outubro de 2006, passou a formar parte da nova comuna de Blenio.